# Station Łeba
Station Łeba is een spoorwegstation in de Poolse plaats Łeba.